# Judson Laipply
Judson (Jud) Laipply (ur. 1976) – amerykański tancerz z Cleveland w Ohio. Zasłynął ze swego przedstawienia Evolution of Dance, które w sierpniu 2007 było na pierwszym miejscu pod względem oglądalności i na trzecim pod względem liczby komentarzy w serwisie YouTube.

## Lista utworów z „Evolution of Dance”
Trzydzieści utworów w ścieżce dźwiękowej, w nawiasach podano długość trwania w filmie.
| 0.00 – 0.14 | „Hound Dog” – Elvis Presley                                                             |
| 0.14 – 0.31 | „The Twist” – Chubby Checker                                                            |
| 0.31 – 0.38 | „Stayin’ Alive” – The Bee Gees                                                          |
| 0.38 – 0.56 | „Y.M.C.A.” – The Village People                                                         |
| 0.56 – 1.03 | „Kung Fu Fighting” – Carl Douglas                                                       |
| 1.03 – 1.17 | „Keep on Groovin” – The Brady Bunch Kids                                                |
| 1.17 – 1.28 | „Greased Lightnin” – John Travolta                                                      |
| 1.28 – 1.42 | „You Shook Me All Night Long” – AC/DC                                                   |
| 1.42 – 1.50 | „Billie Jean” – Michael Jackson                                                         |
| 1.50 – 1.58 | „Thriller” – Michael Jackson                                                            |
| 1.58 – 2.04 | „Oompa Loompa” – Willy Wonka, ścieżka dźwiękowa z filmu Willy Wonka i fabryka czekolady |
| 2.04 – 2.14 | „Mr. Roboto” – Styx                                                                     |
| 2.14 – 2.28 | „Break Dance (Electric Boogie)” – West Street Mob                                       |
| 2.28 – 2.36 | „Walk Like an Egyptian” – The Bangles                                                   |
| 2.36 – 2.42 | „The Chicken Dance” – Bob Kames                                                         |
| 2.42 – 2.57 | „Mony Mony” – Billy Idol                                                                |
| 2.57 – 3.11 | „Ice Ice Baby” – Vanilla Ice                                                            |
| 3.12 – 3.42 | „U Can’t Touch This” – MC Hammer                                                        |
| 3.42 – 3.46 | „Love Shack” – The B-52’s                                                               |
| 3.46 – 4.02 | „Apache (Jump on it)” – The Sugarhill Gang                                              |
| 4.02 – 4.15 | „Jump Around” – House of Pain                                                           |
| 4.15 – 4.22 | „Baby Got Back” – Sir Mix-a-Lot                                                         |
| 4.22 – 4.32 | „Tubthumping” – Chumbawamba                                                             |
| 4.32 – 4.40 | „What Is Love” – Haddaway                                                               |
| 4.40 – 5.01 | „Cotton Eye Joe” – Rednex                                                               |
| 5.01 – 5.06 | „Macarena” – Los Del Rio                                                                |
| 5.06 – 5.29 | „Bye Bye Bye” – N'Sync                                                                  |
| 5.29 – 5.33 | „Lose Yourself” – Eminem                                                                |
| 5.33 – 5.39 | „Hey Ya!” – Outkast                                                                     |
| 5.39 – 5.49 | „Dirt Off Your Shoulder” – Jay-Z                                                        |
| 5.49 – 5.52 | „Ice Ice Baby” – Vanilla Ice (tekst: „Yo, let’s get outta here. Word to your mother”)   |
| 5.52 – 6.00 | „Bye Bye Bye” – N'Sync (tekst: „Bye, bye, bye”)                                         |